# Аттард
Аттард — город в центре острова Мальта. Число жителей по состоянию на начало XXI в. — около 10 тысяч. Вместе с посёлками городского типа Бальцан и Лийа образует муниципалитет «Три деревни». Получил статус самостоятельного церковного прихода в 1499 году.
Среди достопримечательностей города следует отметить ботанический сад имени Святого Антония, национальный стадион, национальный парк и «Деревню ремесленников» Та' Кали. Дворец Святого Антония, официальная резиденция президента Мальты, также находится в Аттарде.

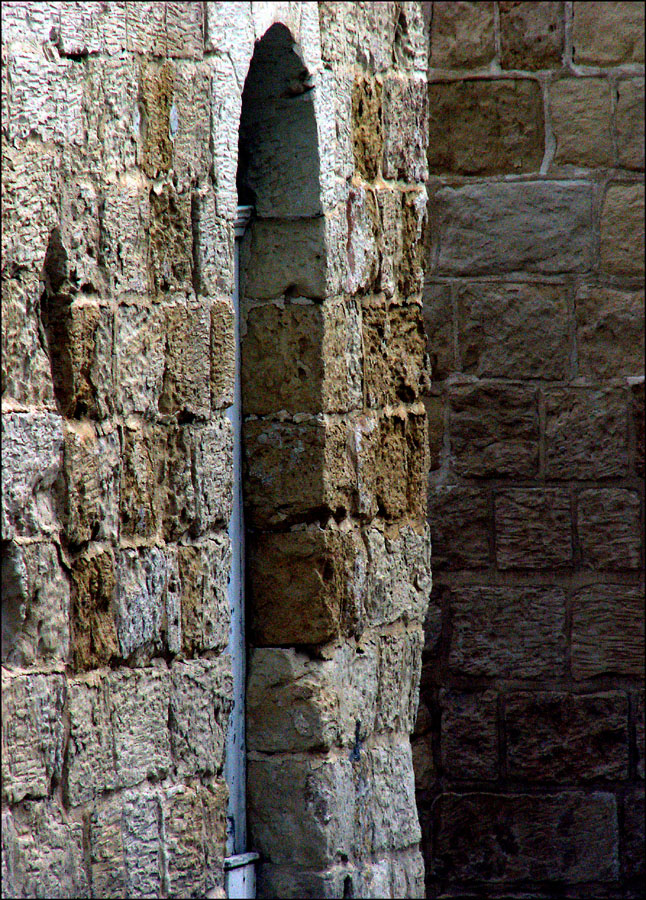
Рустический фермерский дом в Аттарде

В Аттарде родился архитектор Тумас Дингли, который соорудил акведук в г. Виньякур (Wignacourt), портал Porta Reale в г. Ла-Валлетта и ряд церквей, в том числе собор в Аттарде.
15 августа каждого года отмечается праздник Девы Марии, покровительницы города.